# Priyadarshan
Priyadarshan (malajalam: പ്രിയദര്ശന്, hindi: प्रियदर्शन) (ur. 30 stycznia 1957 r.) – indyjski reżyser i scenarzysta filmowy. Pochodzi z południa Indii, ze stanu Kerala. W latach 80.-90. wyreżyserował wiele filmów w języku malajalam. W Bollywood jest znany ze swoich remake'ów z malajalam na filmy w hindi.

## Filmografia

### Reżyser
1. Chandralekha (2008) (w produkcji)
2. Mere Baap Pahle Aap (2008) (w produkcji)
3. Bhool Bhulaiyaa (2007)
4. Dhol (2007)
5. Bhagam Bhag (2006)
6. Chup Chup Ke (2006) – także autor scenariusza
7. Malamaal Weekly (2006)
8. Kyon Ki... (2005)
9. Garam Masala (2005) – także autor scenariusza
10. Hulchul (2004)
11. Vettam (2004)
12. Hungama (2003) – także autor scenariusza
13. Kilichundan Mampazham (2003)
14. Satyaghath: Crime Never Pays (2003)
15. Laysa Laysa (2002)
16. Yeh Teraa Ghar Yeh Meraa Ghar (2001)
17. Kakkakuyil (2001)
18. Hera Pheri (2000)
19. Snegithiye (2000)
20. Megham (1999)
21. Kabhi Na Kabhi (1998)
22. Doli Saja Ke Rakhna (1998)
23. Chandralekha (1997)
24. Saat Rang Ke Sapne (1997)
25. Virasat (1997) (jako Priyadarsan)
26. Kala Pani (1996)
27. Gandeevam (1994)
28. Minnaram (1994)
29. Thenmavin Kombath (1994)
30. Gardish (1993)
31. Midhunam (1993)
32. Muskurahat (1992) (jako Priyadarsan)
33. Abhimanyu (1991)
34. Advaitham (1991)
35. Gopura Vasalile (1991)
36. Kilukkam (1991)
37. Nirnayam (1991)
38. Akkareakkareakkare (1990)
39. Kadathanadan Ambadi (1990)
40. Vandanam (1989)
41. Aryan (1988)
42. Chithram (1988)
43. Mukunthetta Sumitra Vilikkunnu (1988)
44. Oru Muthassi Katha (1988)
45. Vellanakalude Naadu (1988)
46. Cheppu (1987)
47. Rakkuyilin Rajassadasil (1986)
48. Mazha Peyyunnu Maddalam Kottunnu (1986)
49. Ayalvasi Oru Daridravasi (1986)
50. Dheem Thariktia Thom (1986)
51. Hello My Dear: Wrong Number (1986)
52. Ninnishtam Ennishtam (1986)
53. Thalavattam (1986)
54. Aram + Aram = Kinnaram (1985)
55. Boeing Boeing (1985)
56. Onnanam Kunnil Oradi Kunnil (1985)
57. Parayanumvayya Parayathirikkanumvayya (1985)
58. Punnaram Cholli Cholli (1985)
59. Oodarathuammava Aalariyam (1984)
60. Poochakkoru Mookkuthi (1984)